# Дешёвый детектив
Дешёвый детектив (англ. The Cheap Detective) — американский комедийный детектив 1978 года режиссёра Роберта Мура, снятая кинокомпанией Columbia Pictures. Фильм представляет собой пародию на ленты Богарта, такие как «Касабланка» и «Мальтийский Сокол».

## Сюжет
События разворачиваются в 1940 году, в городе Сан-Франциско. Лу Пекинпа — частный детектив. Его обвиняют в убийстве своего верного партнёра, а все потому, что жена убитого, некоторое время была любовницей Пекинпы. Расследование ведет лейтенант Ди Маджио вместе со своими соратниками, но тут вдруг в кабинете Лу появляется дама, которая назвала себя миссис Монтенегро, она ищет пропавшую дюжину дорогих бриллиантовых яиц.